# Ла-Басе
Ла-Басе́ (фр. La Bassée) — коммуна на севере Франции, находится в регионе О-де-Франс, департамент Нор, округ Лилль, кантон Аннёллен. Расположена в 22 км к западу от Лилля и в 16 км к северу от Ланса, в 2 км от национальных автомагистралей N41 и N47. В южной части коммуны проходит канал Эр. На берегу канала расположена железнодорожная станция Ла-Басе-Вьолен линии Лилль-Абвиль.
Население (2017) — 6 402 человека.

## Достопримечательности
- Церковь Святого Ведаста 2005 года с колокольней, оставшейся от снесенной в 2003 году неоготической церкви 1920 года

## Экономика
Структура занятости населения:
- сельское хозяйство — 0,1 %
- промышленность — 6,2 %
- строительство — 8,1 %
- торговля, транспорт и сфера услуг — 40,0 %
- государственные и муниципальные службы — 40,4 %

Уровень безработицы (2017) — 16,5 % (Франция в целом — 13,4 %, департамент Нор — 17,6 %). 

Среднегодовой доход на 1 человека, евро (2017) — 19 060 (Франция в целом — 21 110, департамент Нор — 19 490).

## Население
| Год  | Численность | Численность |
| ---- | ----------- | ----------- |
| 2013 | 6565        |             |
| 2015 | 6469        | [ 6 ]       |
| 2016 | 6476        | [ 7 ]       |
| 2017 | 6402        | [ 8 ]       |
| 2018 | 6545        | [ 9 ]       |
| 2019 | 6509        | [ 10 ]      |
| 2020 | 6565        | [ 11 ]      |
| 2021 | 6622        | [ 12 ]      |
| 2022 | 6678        | [ 3 ]       |

## Администрация
Пост мэра Ла-Басе с 2020 года занимает Фредерик Кодерлье (Frédéric Cauderlier). На муниципальных выборах 2020 года возглавляемый им правый список одержал победу, набрав в 1-м туре 50,44 % голосов.
| Период | Период | Фамилия           | Партия                                                  | Примечания                                                                     |
| ------ | ------ | ----------------- | ------------------------------------------------------- | ------------------------------------------------------------------------------ |
| 1977   | 2001   | Норбер Боммар     | Социалистическая партия                                 | профессор истории и географии, член Генерального совета департамента           |
| 2001   | 2020   | Филипп Вемель     | Разные правые, Союз за народное движение, Республиканцы | физиотерапевт, член Генерального совета департамента, член Совета департамента |
| 2020   |        | Фредерик Кодерлье | Разные правые                                           | управляющий компанией                                                          |